# Емельяниха (река)
Емельяниха (в верховьях — Западная Емельяниха) — река в России, протекает в Добрянском и Усольском районах Пермского края. Устье реки находится в 824 км от устья Камы, по левому берегу Камского водохранилища. Длина реки составляет 28 км.
Река берёт начало в Добрянском районе в 15 км к юго-западу от села Вогулка. Течёт от истока на север после слияния с Восточной Емельянихой поворачивает на запад, а в низовьях — на юго-запад. От места слияния с Восточной Емельянихой и вплоть до устья образует границу Добрянского и Усольского районов. Всё течение проходит по ненаселённому заболоченному лесному массиву. Притоки — Восточная Емельяниха, Крутой Лог, Малая Емельяниха (правые). Впадает река в вытянутый залив Камского водохранилища ниже посёлка Пожва.

## Данные водного реестра
По данным государственного водного реестра России относится к Камскому бассейновому округу, водохозяйственный участок реки — Кама от города Березники до Камского гидроузла, без реки Косьва (от истока до Широковского гидроузла), Чусовая и Сылва, речной подбассейн реки — бассейны притоков Камы до впадения Белой. Речной бассейн реки — Кама.
Код объекта в государственном водном реестре — 10010100912111100007802.